# Косиківці
Ко́сиківці — село в Україні, у Новоушицькій селищній територіальній громаді Кам'янець-Подільського району Хмельницької області.

## Етимологія
За одніє з версій назваа «Косиківці» походить від прізвища перших поселенців даної території — братів Косиковичів. С. Д. Бабишин виводить н. від апелятива косар

## Загальні відомості
З правого боку село огортає річка Ушиця. На півночі межує з селом Загоряни, на півдні з селом Шелестяни.
В селі є дільнича лікарня, початкова загальноосвітня школа І-ІІІ ступенів навчання, стадіон, 2 сквери. Серед пам'яток культури є пам'ятник воїнам, які загинули під час визволення села у Другій світовій війні та пам'ятник-погруддя В. І. Леніну.

## Символіка

### Герб
Щит поділений вилоподібним хрестом. З лівого боку зображено сніп пшеничного колосся обв'язаний золотою мотузкою, з правого боку гриб жовтого кольору, посередині у верхній частині — три квітки яблуні, а у нижній частині щита зображені золоті стільники, що вказують на пріоритетні напрямки сільськогосподарської діяльності села. Червоний колір символ хоробрості, мужності та стійкості; блакитний — колір неба, височини устремлінь, вдосконалення духу, золотистий — могутність та багатство, християнські чесноти.

### Прапор
Прямокутне полотнище, яке складається з чотирьох площин. Центральний трикутник блакитного кольору, лівий та правий трикутники червоного кольору, нижня частина жовтого кольору. Червоний колір символ хоробрості, мужності та стійкості; блакитний — колір неба, височини устремлінь, вдосконалення духу, жовтий — могутність та багатство, християнські чесноти.

## Історія
Перша писемна згадка про село датована 1428 роком. В джерелах різного часу село фігурує під назвою Kosikowce — Камянецька земська книга 1618, 1631, 1637, 1643; Подільський реєстр 1629,1650,1661.
У 1795—1797 роках село входило до Ушицького округу Подільського намісництва, а в 1797—1923 роках було центром Косиковецької волості Ушицького повіту Подільської губернії.
Поряд з Косиківцями було окреме село Яр Косиковецькій. Засновником Яру Косиковецького був один з братів Косиковичів.
Згідно статистичних даних Центрального статистичного комітету, що опубліовані 1885 року, в Косиківцях проживало 689 осіб, було: 86 дворових господарств, волосне правління, православна церква, римо-католицька каплиця, заїжджий будинок, водяний млин, цегельня. За 5 верст  — винокурня. У Косиковецькому Яру проживало 115 осіб, було: 45 дворових господарств, водяний млин.
На межі XIX-ХХ ст. Косиківці поглинули Яр Косиковецький.
У 20-х рр. ХХ ст. біля села існувала Косиковецька комуна.

### Часи Голодомору на селі
За даними офіційних джерел (тогочасних ЗАГСів, які хоч і не завжди реєстрували правдиву кількість померлих, саме від голоду, бо було заборонено вказувати, що людина померла голодною смертю) в селі в 1932—1933 роках загинуло близько 13 жителів села. На сьогодні встановлено імена лише 7 осіб. Мартиролог укладений на підставі поіменних списків жертв Голодомору 1932—1933 років, складених Федірківською сільською радою згідно даних місцевого РАГСу (хоча й звіритися з конкретними документальними свідченнями стає майже неможливо, оскільки не всі вони дійшли до наших днів, у силу різних обставин Поіменні списки зберігаються в Державному архіві Хмельницької області.
Кількість померлих і їх особисті дані не є остаточними, оскільки не всі дані збереглися і не все заносилося до книг обліку тому є ймовірність, того, що мартиролог Голодомору в селі буде розширений Наразі, згідно попередніх списків уже можна дійти висновків: що серед померлих селян більшість були селянами-односібниками, які не працювали в артілі чи колгоспі, і це є підтвердженням навмисних дій тодішньої влади — на знищення українського незалежного селянства.

### Незалежній Україні
З 1991 року в складі незалежної України.
До адміністративної реформи 19 липня 2020 року село належало до Новоушицького району.

## Населення
Населення становить 393 особи (із 198 дворів).

## Археологічні знахідки

### Могильник епохи бронзи
У селі виявлено могильник епохи бронзи (ІІ тис. до н. е.). У XIX ст. біля села Косиківці було виявлено 15 поховань у сидячому положенні, які супроводжувалися кам'яними сокирами і відносяться до доби бронзи (ІІІ-II тис. до н. е.).

### Поселення, енеоліт.
У центрі села, на території сільської ради, виявлено сліди трипільського поселення IV тис. до н. е. Зібрано уламки характерного посуду того часу.
Поблизу села в урочищі Березина зафіксовано сліди трипільського селища IV тис. до н. е.

### Поселення, давньоруський період.
Розташоване по лівому борту Косиковецького яру, за 1,7 км на захід від села, на плато, на висоті близько 80 м над рівнем Дністровського водосховища. Займає ділянку між яром і мочаром. Відкрите Л. І. Кучугурою та О. О. Якубенко 1993 р. Знайдено кераміку XII—XIII ст.

## Світлини

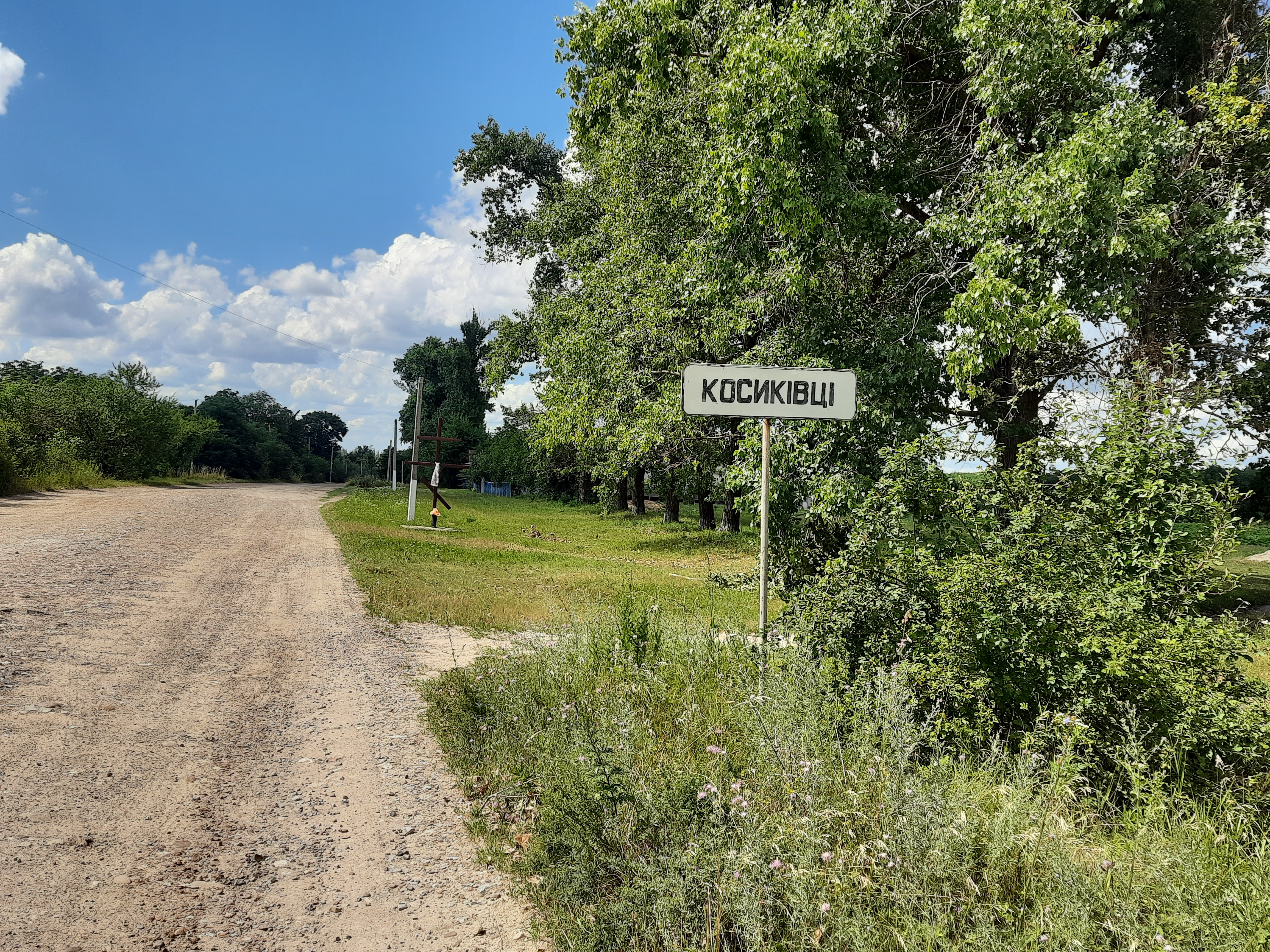
Дорожній знак при в'їзді в село
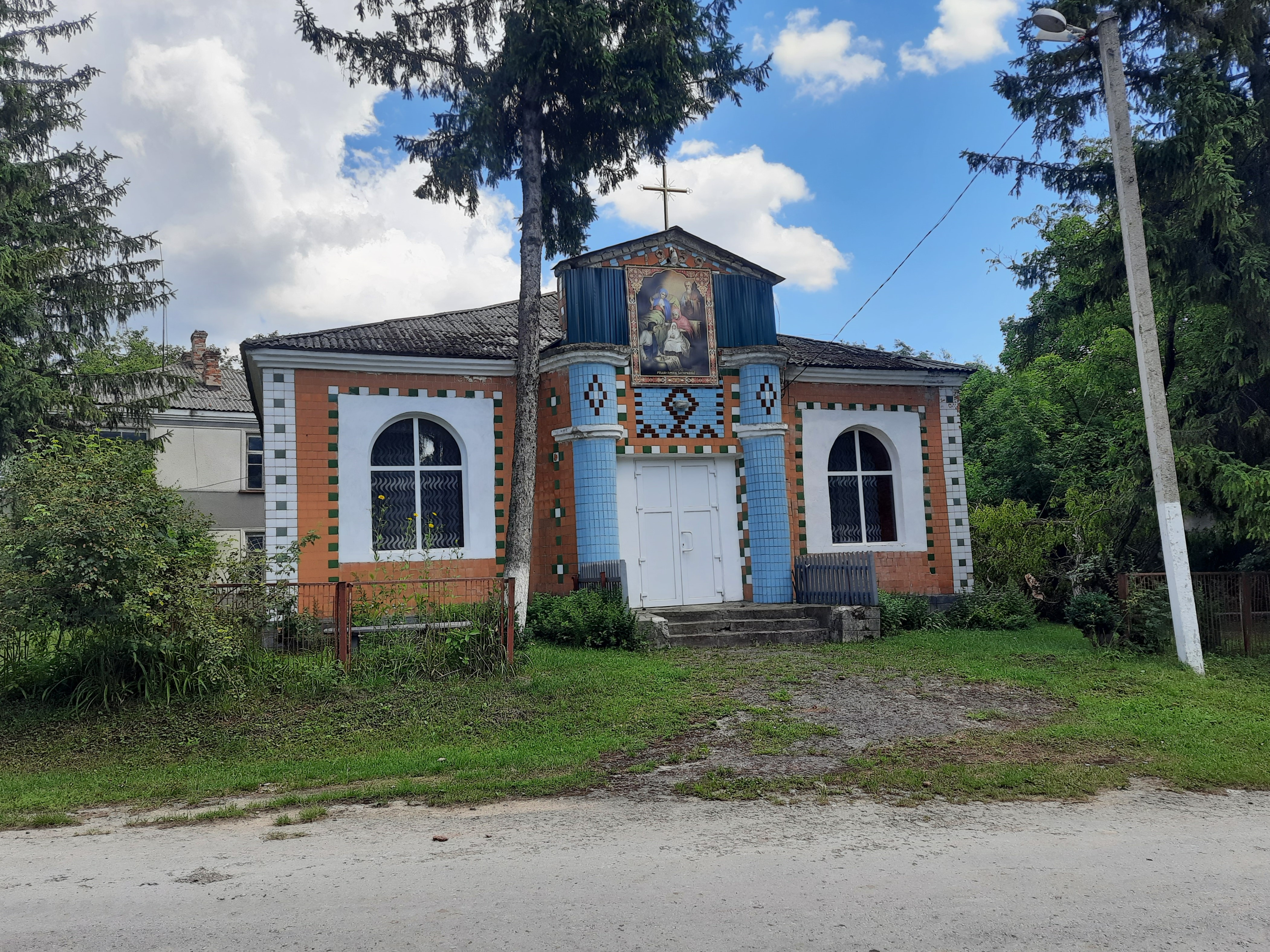
Церква ПЦУ
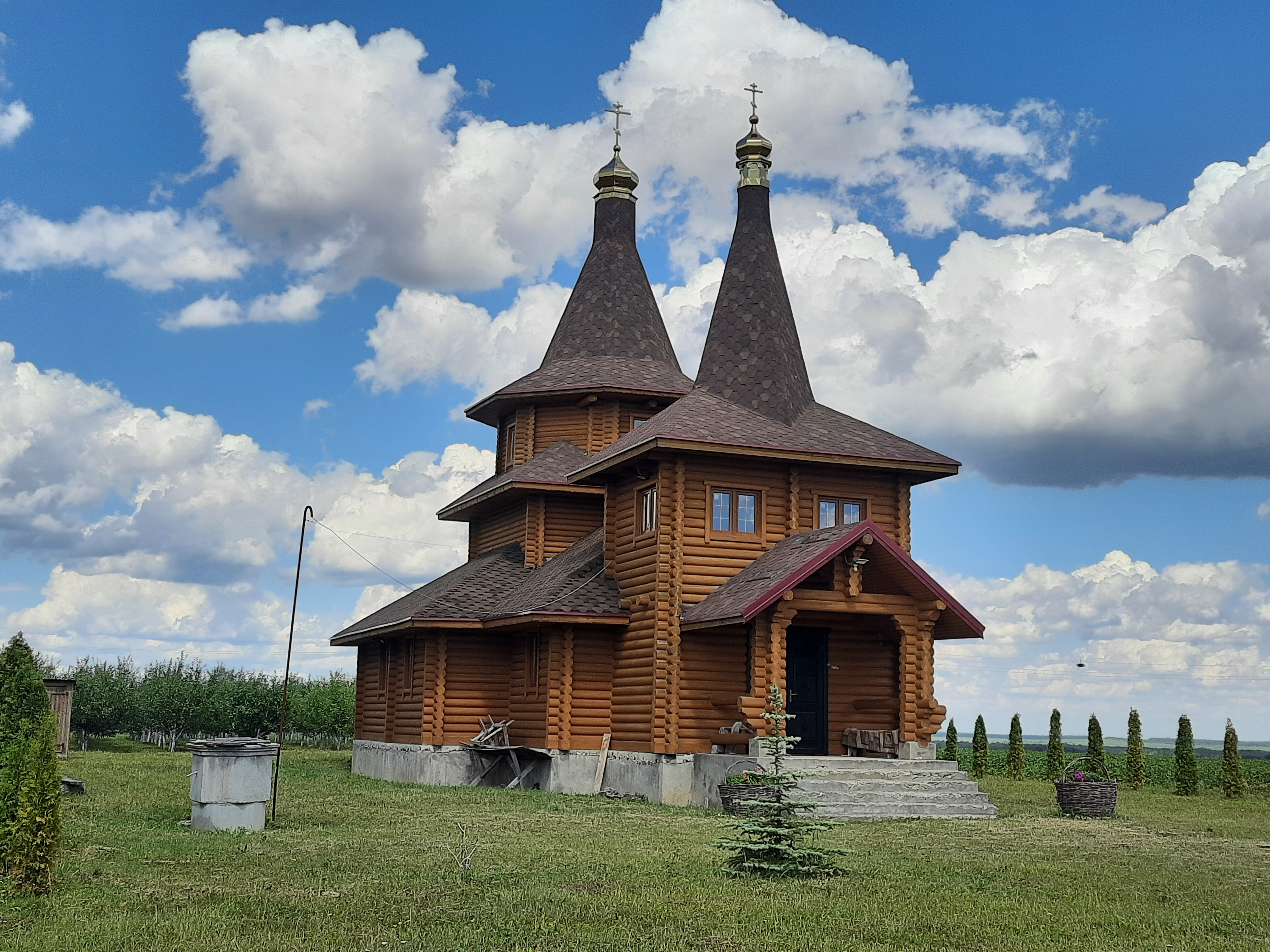
Церква УПЦ
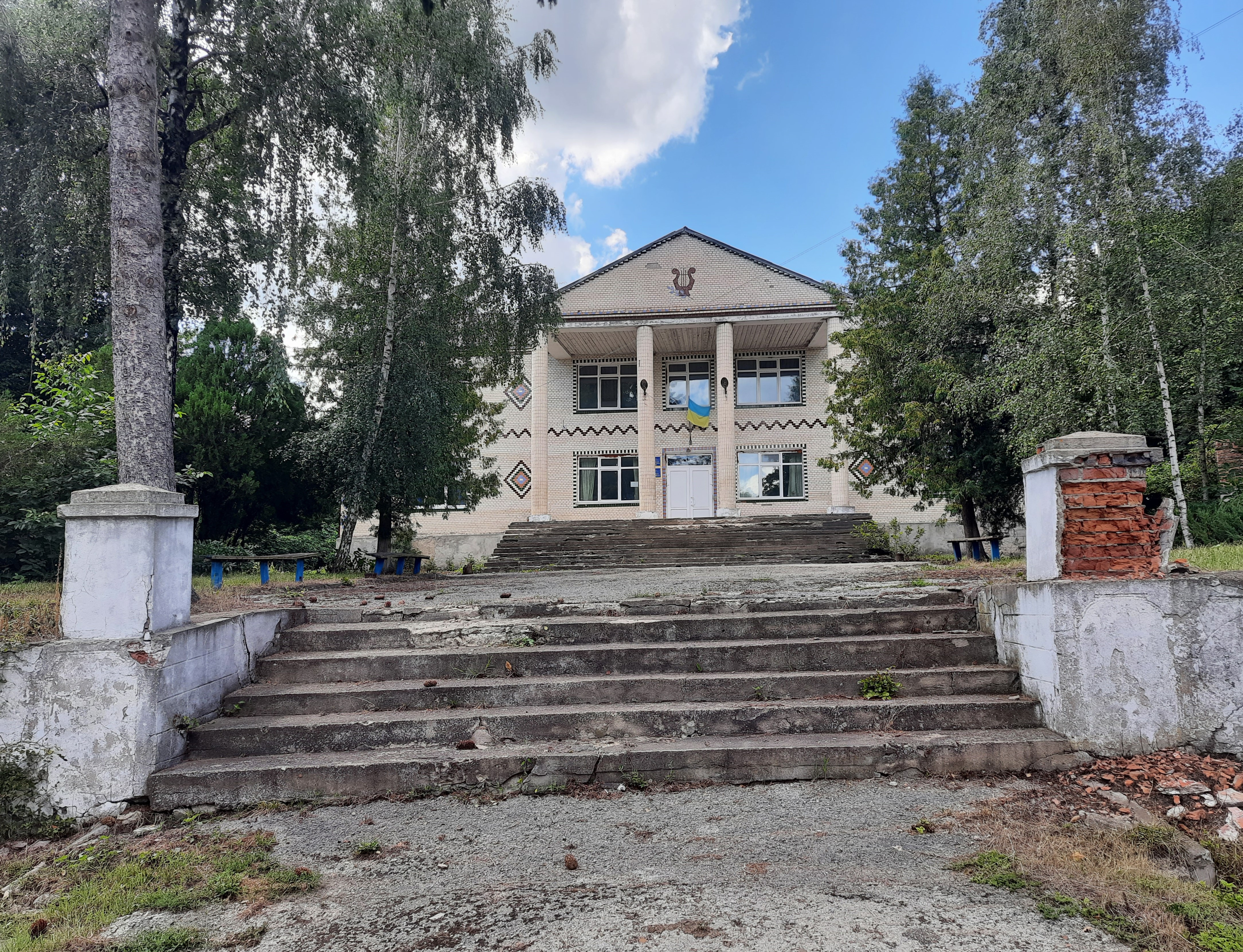
Будинок культури
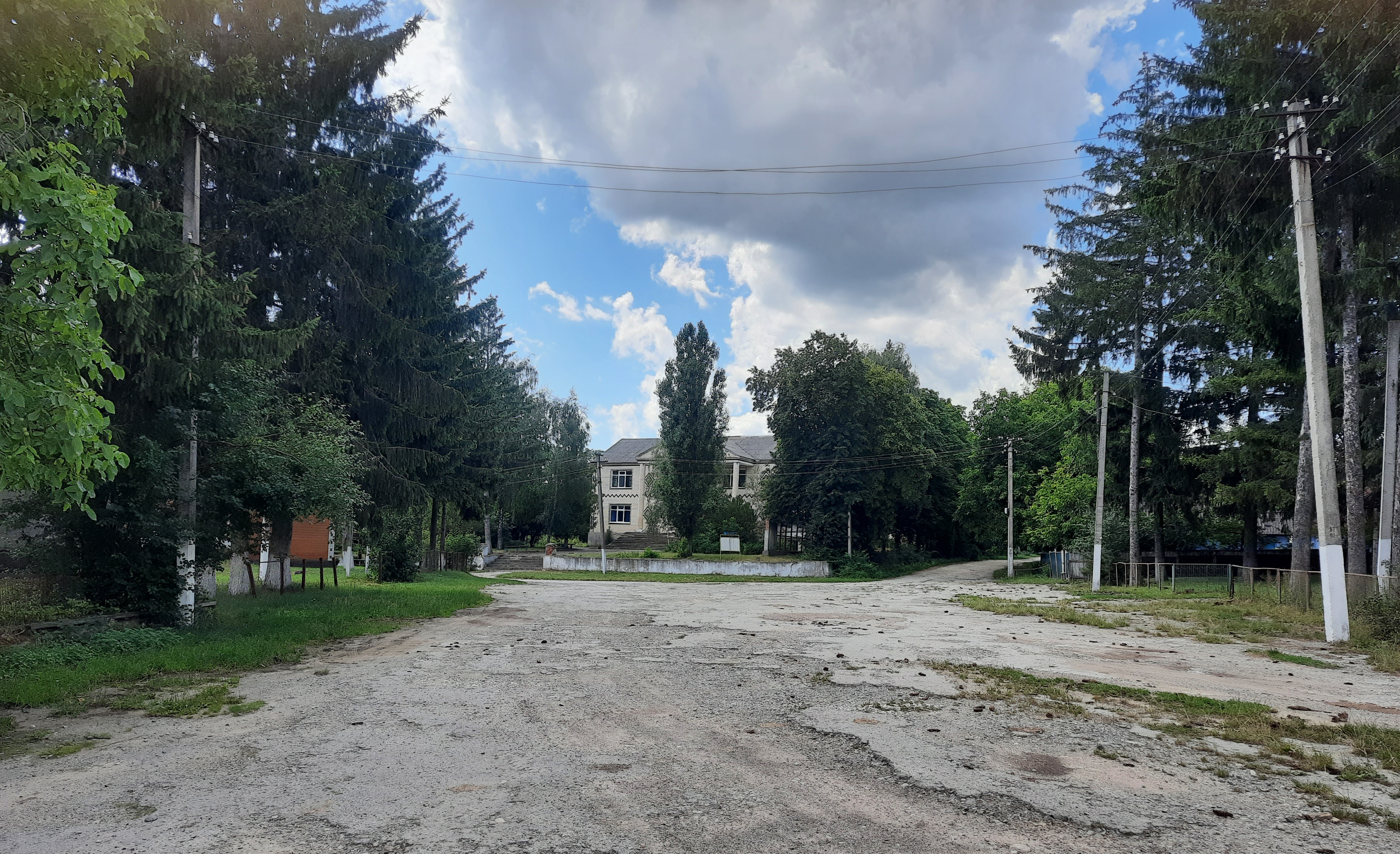
В центрі села
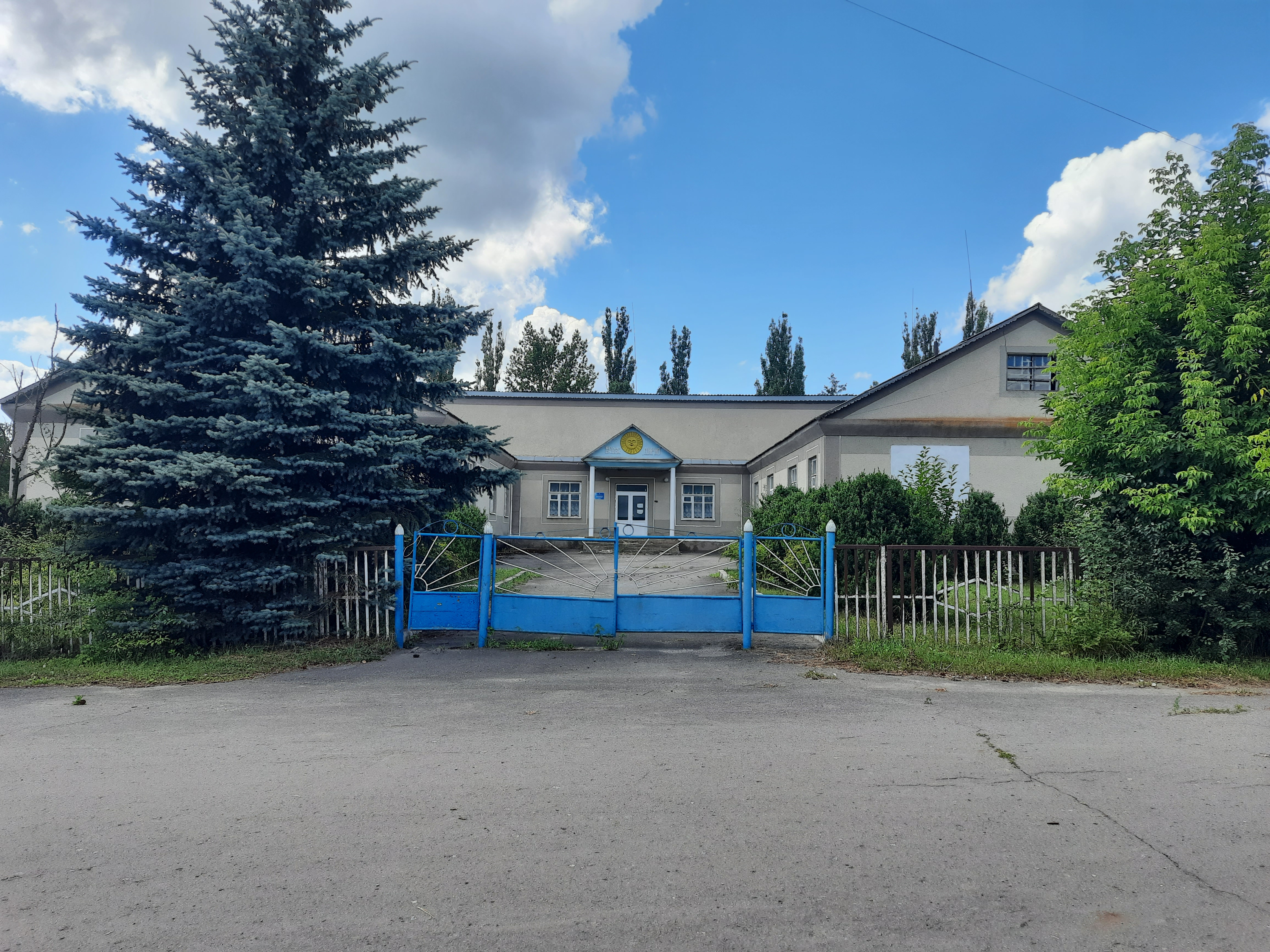
Дитячий садок
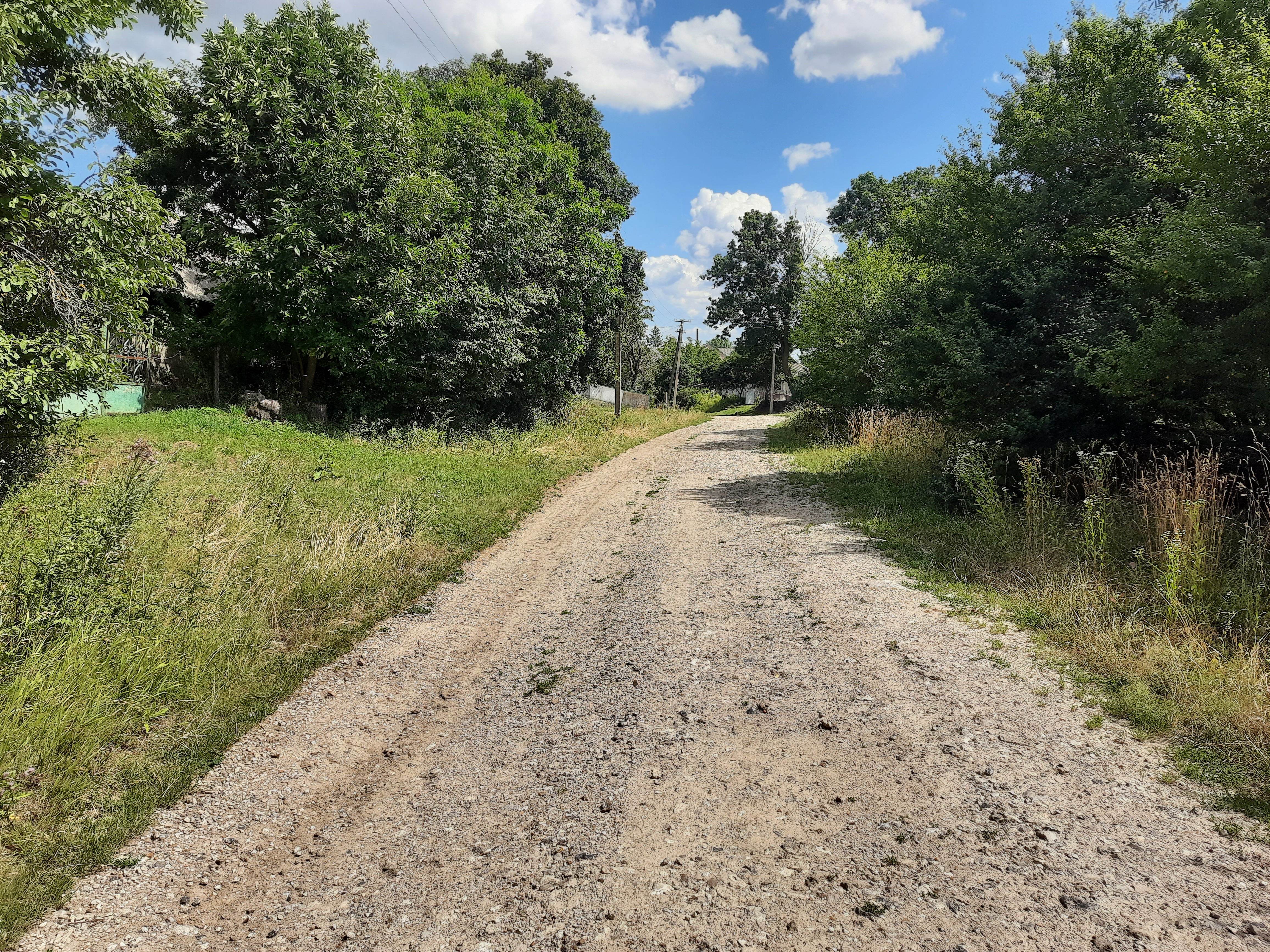
Сільська вулиця
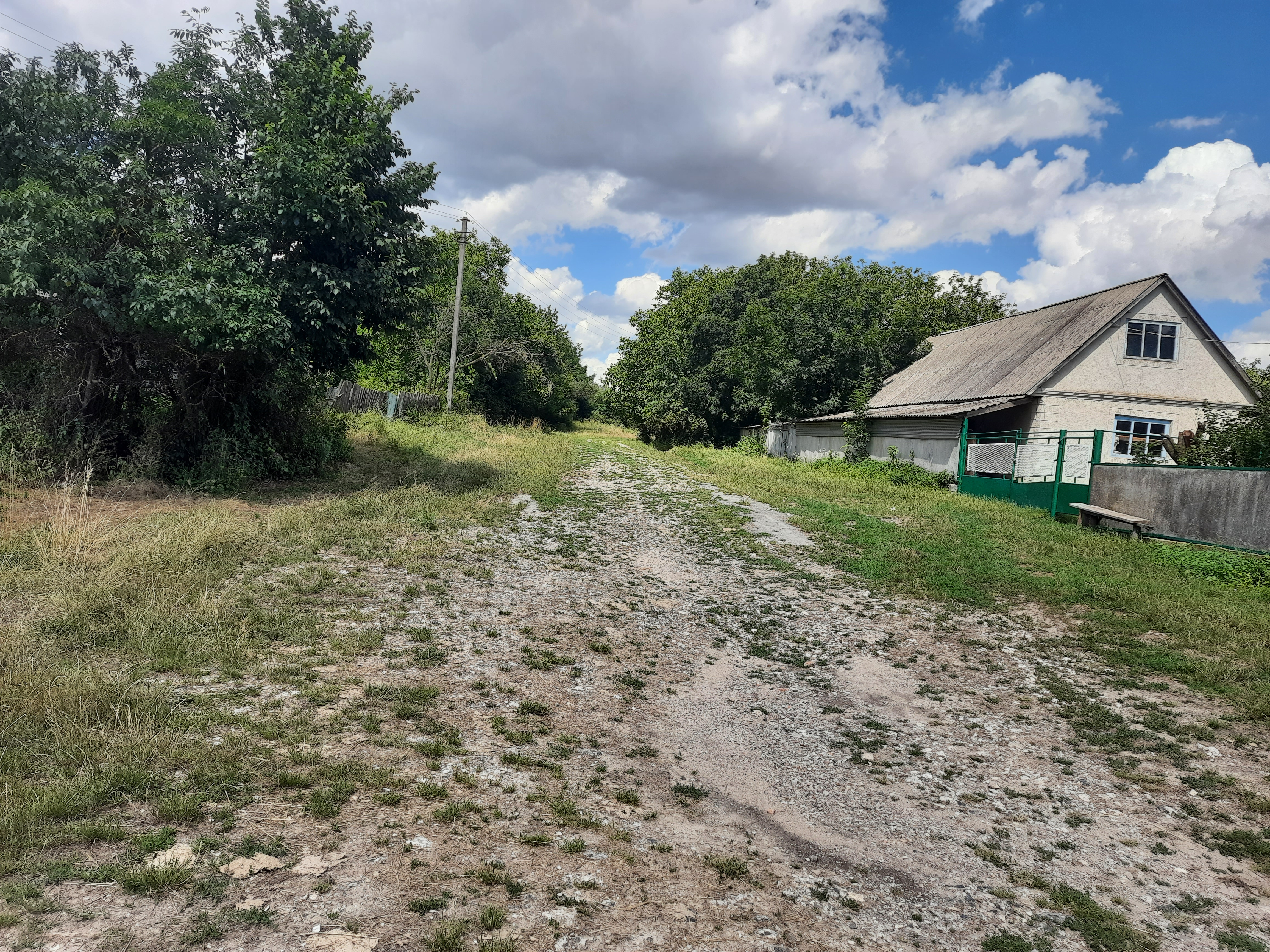
Сільський пейзаж